# Łukasz Lach
Łukasz Lach (ur. 18 lutego 1982 w Łodzi) – polski muzyk, kompozytor, wokalista i autor tekstów, multiinstrumentalista. Łukasz Lach znany jest przede wszystkim z występów w zespole rocka alternatywnego L.Stadt, którego był współzałożycielem. W latach 90. grał w zespole pop-rockowym L.O.27. Był także członkiem zespołu alternatywnego Hedone. 
Ma dwie siostry – Katarzynę, która była gitarzystką w zespole Formacja Nieżywych Schabuff oraz Izę, która prowadzi solową działalność artystyczną.

## Wybrana dyskografia
Single
| Rok  | Tytuł                                                                            | Pozycja na liście | Album             |
| Rok  | Tytuł                                                                            | RDC               | Album             |
| ---- | -------------------------------------------------------------------------------- | ----------------- | ----------------- |
| 2012 | Krzysztof „Kielich” Kieliszkiewicz – „Going Going Gone” (gościnnie: Łukasz Lach) | 7                 | Dziecko szczęścia |

Inne
| Rok  | Utwór | Album             | Źródło |
| ---- | --- | ----------------- | ------ |
| 2005 | Red, Spinache – „Wczoraj” (gościnnie: Łukasz Lach)                                                                                   | 7 rano            | [ 3 ]  |
| 2007 | Red, Spinache – „International Love” (gościnnie: Łukasz Lach)                                                                        | 8 rano            | [ 4 ]  |
| 2010 | Robert Gawliński – „Porywisty wiatr” (gitara elektryczna: Łukasz Lach) Robert Gawliński – „Tuareg” (gitara elektryczna: Łukasz Lach) | Kalejdoskop       | [ 5 ]  |
| 2012 | Krzysztof Kieliszkiewicz – „Going Going Gone” (gościnnie: Łukasz Lach)                                                               | Dziecko szczęścia | [ 6 ]  |